# Till min kära (musikalbum)
Till min kära är ett studioalbum av dansbandsgruppen Streaplers, släppt 1995.

## Låtlista
1. Till min kära
2. Jag hissar alla segel
3. Jag vill älska
4. Fröken sol
5. Tusen minnen
6. Nära mig
7. Vår lycka lovar vackert väder
8. Lång väg till dig
9. Borta bra men hemma bäst
10. Jag tycker du är allra bäst
11. En flicka från igår
12. Man ska ha tur
13. Havets melodi
14. Jag vill ge dig en dag
15. Saknar dig